# Classe Javari
A Classe Javari corresponde a uma classe naval composta pelos monitores encouraçados Javari e Solimões construídos pelos estaleiros Forges et Chantiers de la Méditerranée em La Seyne e La Havre na França entre os anos 1874 e 1875. O conceito desta classe se originou da ideia de construir navios "dotados de todos os melhoramentos próprios a torná-los perfeitas máquinas tanto para a guerra marítima, como para a fluvial." De fato, nenhum encouraçado brasileiro anterior a estes navios concentrou tanto poder de fogo como blindagem, porém, a navegabilidade destes navios era inferior às suas contrapartes.
Assim que comissionados, foram incorporados à Esquadra de Evoluções. A tripulação do Javari emitiu uma declaração de apoio a Lei Áurea próximo a este período. Solimões afundou em 19 de maio de 1892 sob circunstâncias desconhecidas, uma vez que cogitou-se sabotagem por parte dos sobreviventes, visto que todos tiverem tempo de vestir as melhores roupas, casacos, pegar dinheiro e entrar no bote. A narrativa deles foi que foram enviados pelo comandante para buscarem ajuda.
Javari, por sua vez, afundou em 22 de novembro de 1893, após uma troca de salvas com o Forte de São João durante a Revolta da Armada em 1893. Laudos posteriores concluíram que a causa da penetração dos disparos, que não deveria ser possível dada sua couraça, foi causada pelo mau estado que o navio se encontrava na ocasião do embate e pela trepidação gerada pelos disparos dos próprios canhões de 254 milímetros do monitor.

## Características gerais

### Conceito
A ideia de se construir a classe Javari surgiu após terem se completado dez anos da construção do primeiro navio couraçado do Império: Brasil. Segundo Ribeiro de Luz, "esses encouraçados de ferro seriam dotados de todos os melhoramentos próprios a torná-los perfeitas máquinas tanto para a guerra marítima, como para a fluvial." Porém, esta constatação acabou sendo considerada equivocada, pois os futuros encouraçados se mostraram lentos e pouco confiáveis em mar aberto devido a sua borda livre ser excessivamente baixa. Portanto, passaram a ser considerados mais como baterias flutuantes da Baía de Guanabara do que como navios propriamente ditos.

### Dimensões, armamentos e blindagem
Os monitores deslocavam 3 700 toneladas. Suas dimensões consistiam em 73 metros de comprimento, 17,70 metros de boca moldada e 3,75 metros de calado. Sua blindagem era formada por chapas de 304 milímetros à meia-nau e nas casamatas dos canhões, 177 milímetros na proa e popa, 76 milímetros no convés e 101 milímetros na torre de comando.

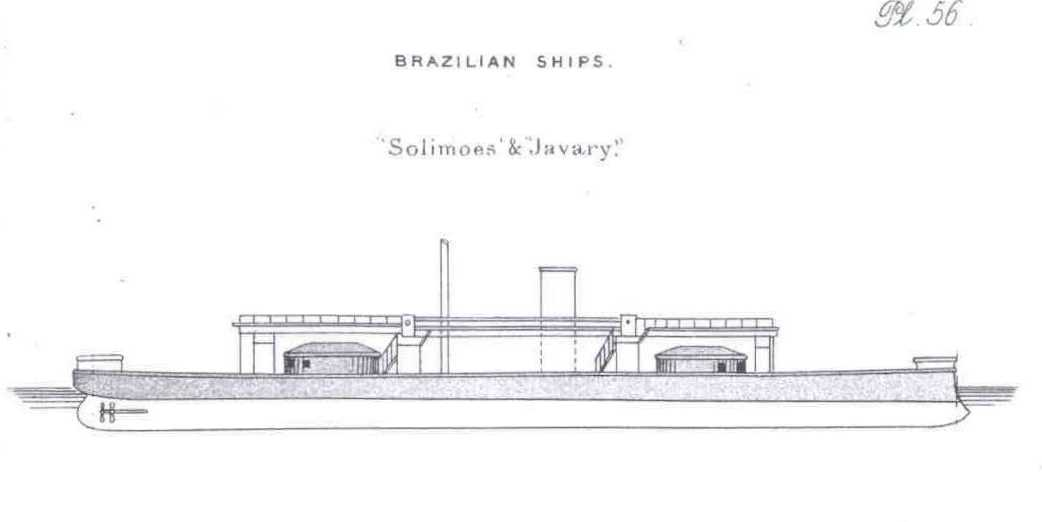
Desenho da classe Javari

Sua propulsão era composta por máquinas a vapor, gerando 2 500 cavalos de força, acoplados a dois eixos. Isso permitia que os monitores da classe Javari atingissem uma velocidade máxima de onze nós. Já o seu armamento contava com quatro canhões Whitworth de 254 milímetros em duas torres duplas, dois canhões Nordenfelt de 37 milímetros e duas metralhadoras. Sua guarnição era de 135 homens. Essas características fizeram de Javari e Solimões, os navios mais bem protegidos e armados de toda a Esquadra, embora não fossem os mais manobráveis e velozes.

## Histórico de serviço
Tanto Javari quanto Solimões foram construídos no estaleiro Forges et chantiers de la Méditerranée em La Seyne e Le Havre, França, entre 1874 e 1875. A construção dos monitores esteve sob supervisão do Capitão-Tenente EN Carlos Braconnot. O nome destes navios era uma homenagem ao rios homônimos localizados na província do Grão-Pará. Passaram por mostra de armamento e incorporação entre 1875 e 1876. O primeiro comandante do Solimões foi o Capitão-de-Fragata Miguel de Melo Tamborim, enquanto Javari teve José Marques Guimarães como seu comandante inicial, mas que foi substituído por concluir que os navios não tinham capacidade de realizar a travessia rumo ao Brasil. Os navios da classe Javari eram os maiores da armada quando incorporados.
Quando chegaram ao Brasil, esperava-se que os navios fossem dotados de grande poderio e manobrabilidade. No entanto, a realidade mostrou-se justamente o contrário. Com bordas livres demasiadamente baixas, não poderiam operar em mar agitado, além da pouca agilidade nas manobras e baixa velocidade (11 milhas [17,7 km], inferior a navios contemporâneos que eram do mesmo tipo). A manobrabilidade foi melhorada em uma atualização realizada entre 1880 e 1881, quando instalaram-se novos lemes, porém as embarcações não realizavam missões em alto mar.
Em março de 1880, o Solimões teve uma avaria em suas máquinas quando navegava para a Ilha Grande, ficando à deriva. Várias embarcações iniciaram buscas pelo monitor que foi somente encontrado no dia 17, cerca de sete milhas ao sul da Ponta de Caruçu. Foi rebocado até o Rio de Janeiro, fundeando no dia 25 de março. Em 19 de agosto de 1884, pelo Aviso n.º 1541-A, foi criada a Esquadra de Evoluções, o núcleo mais moderno da armada em propulsão, artilharia e torpedos, que ficou sob o comando do chefe de esquadra Artur Silveira de Motta. Os monitores tornaram-se parte dos dezesseis navios da esquadra (os encouraçados Riachuelo e Sete de Setembro) os cruzadores híbridos Guanabara e Almirante Barroso; as corvetas oceânicas Trajano, Barroso e Primeiro de Março; as torpedeiras de 1.ª Classe (50 t) 1, 2, 3, 4 e 5 e as torpedeiras de 4.ª Classe (50 t) Alfa, Beta e Gama). Solimões passou por reformas em 1889, recebendo mais um timão e melhorias em seus armamentos.
Dias antes da assinatura da Lei Áurea que aboliu a escravidão no Brasil, houve uma mobilização popular encabeçada por jornalistas para arrecadar fundos para a compra da pena de ouro que seria usada na ocasião. Membros da tripulação do Javary enviaram um pequeno texto de apoio à mobilização, visto que queriam deixar registrado sua participação nesse evento. Em 27 de março de 1892, o Solimões estava acompanhado do monitor Bahia e ambos rumaram para o porto de Santos a fim de realizarem manobras conjuntas. No trajeto, o comandante do Solimões recebeu a missão, via telégrafo, de seguir para Corumbá, na então província de Mato Grosso, para dar suporte aos legalistas que combatiam uma insurreição separatista que causava certa preocupação ao governo brasileiro. Para essa missão, além do Solimões, foram enviados também os monitores Bahia e Rio Grande, e a canhoneira Carioca. Devido ao mau tempo, a frota ancorou no porto de Santa Catarina em 13 de maio. Dois dias depois, o tempo melhorou e a frota retomou o curso para Mato Grosso. No entanto, no dia 18, o mau tempo voltou a atingir os navios na altura da costa do Rio Grande do Sul, local do último avistamento do encouraçado. O Solimões afundou por volta das 22h00 do dia 19 de maio, com apenas cinco tripulantes se salvando.

Os relatos dos tripulantes sobreviventes afirmam que Solimões estava com sérios problemas de navegabilidade, devido ao mar revolto. A situação teria se agravado tanto que o navio teve uma perfuração em seu casco, por onde a água começou a entrar, provocando a explosão das caldeiras e o subsequente desaparecimento do navio. Eles prosseguem afirmando que o capitão Xavier de Castro ordenou que um grupo de tripulantes fosse para a terra em um bote pedir ajuda para as autoridades mais próximas. Os escolhidos foram o enfermeiro José Correa Maguena, líder do grupo, três marinheiros e um foguista, a saber Agostinho de Mattos, Correa do Nascimento, Antônio Solimões e José Luiz. Relataram que fizeram o possível para chegar a costa, quando ouviram um barulho de explosão vindo da direção onde estava o monitor. Quando olharam, já não viam mais o navio.

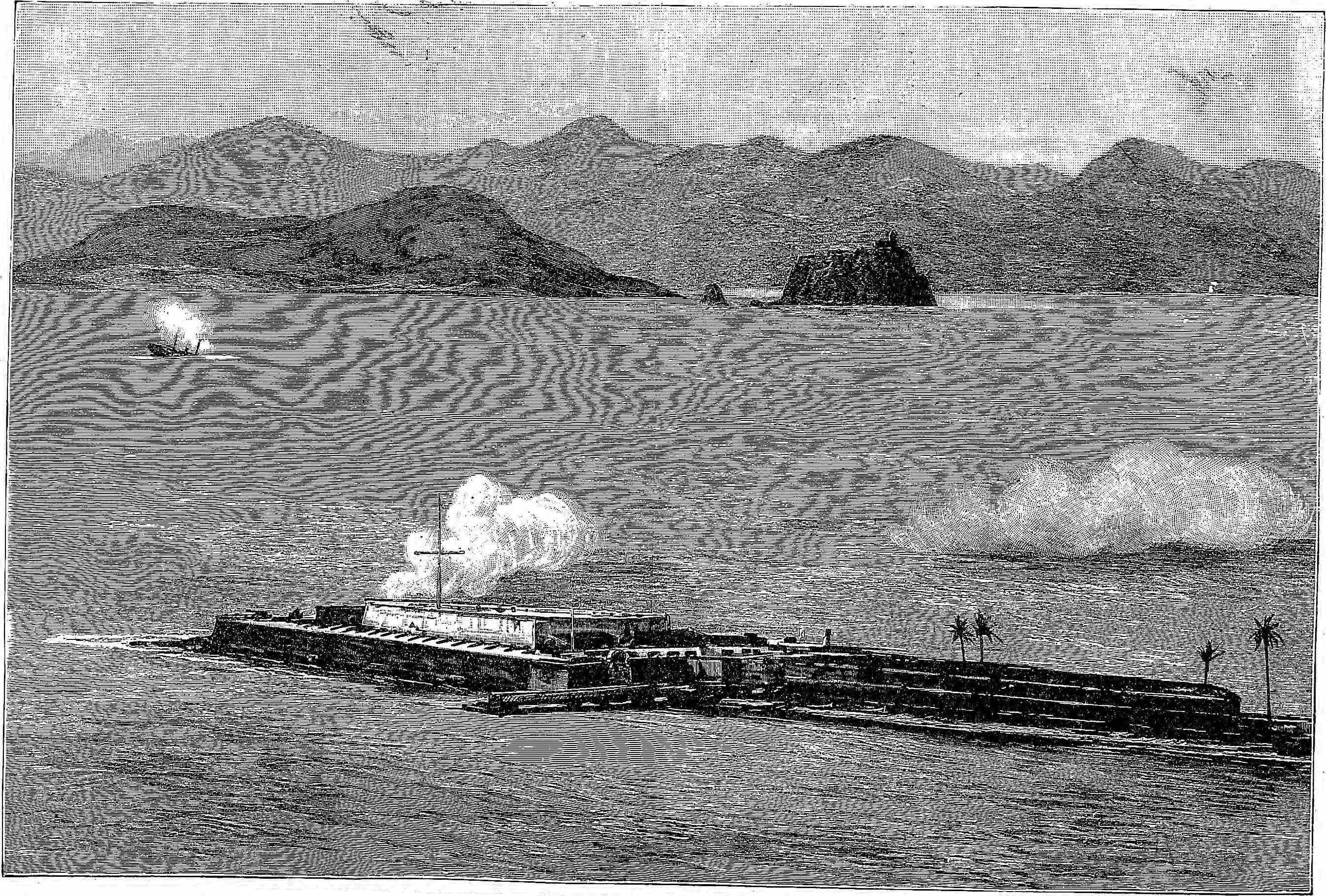
Vista da Fortaleza de Villegaignon em posse das forças rebeldes: a embarcação afundando é o monitor Javary (The Graphic, 06/01/1894)

Já Javari permaneceu em comissão por mais um ano após este incidente, tomando uma participação ativa durante a Revolta da Armada. O navio ficou responsável por defender o principal depósito de armamentos dos revoltosos (Ponta da Armação). Estava sem propulsão própria, ficando fundeado entre a Ponta do Calabouço e a Ilha de Villegaignon, na Baía de Guanabara, quando iniciou uma troca de tiros com as fortalezas da Barra do Rio de Janeiro.
Os disparos, provavelmente provenientes da Fortaleza de São João, o atingiram na popa atravessando seu casco, provocando uma abertura pela qual a água começou a entrar. O rebocador Vulcano tentou movimentar Javari para uma posição mais segura, onde seriam feitos os reparos, mas isso se provou impossível de se realizar dado os danos contínuos que o monitor estava sofrendo. Afundou lentamente, com seus canhões principais disparando até não ser mais possível. Seu naufrágio permitiu a tomada da Ponta da Armação. Laudos posteriores concluíram que a causa da penetração dos disparos, que não deveria ser possível dada sua couraça, foi causada pelo mau estado que o navio se encontrava na ocasião do embate e pela trepidação gerada pelos disparos dos próprios canhões de 254 milímetros do monitor.

## Navios
| Nome     | Imagem | Homônimo     | Construtor                                     | Concluído | Baixa | Ref.  |
| -------- | ------ | ------------ | ---------------------------------------------- | --------- | ----- | ----- |
| Javari   |        | Rio Javari   | Forges et Chantiers de la Méditerranée, França | 1874      | 1893  | [ 3 ] |
| Solimões |        | Rio Solimões | Forges et Chantiers de la Méditerranée, França | 1875      | 1892  | [ 4 ] |